# انجمن بین‌المللی پژوهش‌های اطلاعاتی
انجمن بین‌المللی پژوهش‌های اطلاعاتی یک انجمن علمی برای پژوهشگران اطلاعات انسانی است. این انجمن در سال ۲۰۰۰ (میلادی) در دانشگاه آلاباما بدست داگلاس کی. دیترمن گشایش یافت.
این انجمن، مدافع پشتیبانی از پژوهش علمی پیوسته درباره توانایی شناختی است. در سال ۲۰۱۸ (میلادی) مقاله‌ای در مجله نیو استیتسمن، نمونه‌هایی از موضوعات مورد پشتیبانی و همکاری این انجمن در مورد اصلاح نژاد را نشان و توضیح داد. این مقاله توضیح می‌دهد درحالیکه این انجمن، دانشمندان برجسته و محترمی دارد، اعضای آن، هیئت تحریریه، انتشارات، و سخنگویان نماینده آن انجمن در همایش‌ها، مردمی را در بر می‌گیرد که نیو استیتسمن، آنها را "به‌نژادخواه "می‌داند.